# Nhà xuất bản Quân đội nhân dân (Việt Nam)
Nhà xuất bản Quân đội nhân dân trực thuộc Tổng cục Chính trị, Bộ Quốc phòng Việt Nam thành lập ngày 11 tháng 7 năm 1950 là cơ quan xuất bản tổng hợp chuyên ngành quân sự của Đảng ủy Quân sự Trung ương (Nay là Quân ủy Trung ương) và Bộ Quốc phòng, trung tâm xuất bản của toàn quân do Tổng cục Chính trị trực tiếp chỉ đạo, đồng thời là một thành viên quan trọng trong hệ thống xuất bản của Nhà nước, chịu trách nhiệm xuất bản sách phát hành rộng rãi và phục vụ nội bộ quân đội.

## Lịch sử hình thành
- Nhà xuất bản Quân đội nhân dân được thành lập theo Sắc lệnh số 121/SL ngày 11 tháng 7 năm 1950 của Chủ tịch Hồ Chí Minh, trên cơ sở hợp nhất Nhà xuất bản Vệ quốc quân và Nhà xuất bản Quân du kích. Quá trình hoạt động, Nhà xuất bản Quân đội nhân dân luôn bám sát và phục vụ có hiệu quả các nhiệm vụ chính trị và quân sự theo từng bước phát triển của cách mạng và quân đội

## Lãnh đạo hiện nay
- Giám đốc - Tổng biên tập: Đại tá, Nhà văn Phạm Văn Trường
- Phó Giám đốc - Phó Tổng biên tập: Đại tá Nguyễn Văn Sáu
- Phó Giám đốc - Phó Tổng biên tập: Thượng tá Lê Xuân Thành

## Tổ chức
- Phòng Biên tập sách lý luận chính trị
- Phòng Biên tập sách quân sự
- Phòng Biên tập sách lịch sử hội kỳ
- Phòng Biên tập sách văn nghệ
- Phòng Biên tập sách quốc tế
- Phòng Biên tập sách điện tử
- Phòng Kế hoạch sản xuất
- Phòng Tuyên truyền - Phát hành sách
- Ban Tài chính
- Ban Hành chính
- Ban đại diện tại Thành phố Hồ Chí Minh
- Đại diện tại Thành phố Đà Nẵng
- Đại diện tại Thành phố Cần Thơ

## Khen thưởng
- Huân chương Chiến công hạng Nhất (1969)
- Huân chương Quân công hạng Nhất (1982)
- hai Huân chương Độc lập hạng Ba (1997, 2007)
- Huân chương Lao động hạng Ba (2015)